# 拉爾夫·尼可斯
拉爾夫·C·F·尼可斯（Ralph C. F. Nichols，1910年8月12日—2001年5月27日），是一名英格蘭男子羽球運動員。
尼可斯在1932年至1939年期間共贏得了9次全英羽球公開錦標賽冠軍，其中5次是男子單打，3次是男子雙打（均與他哥哥列斯利·尼可斯搭檔），1次是混合雙打。他是贏得全英男子單打冠軍的最後一位英國人（1938年）。他還贏得了4次愛爾蘭羽球錦標賽。
尼可斯於1997年入選羽球名人堂。